# ボートピア梅田
ボートピア梅田（ボートピアうめだ）は、大阪市北区堂山町にある、競艇場外発売場である。2007年3月16日に大阪府内で初の競艇場外発売場としてオープンした。

## 発売レース
住之江競艇場及び尼崎競艇場、さらに桐生競艇場で行われる全競走や、SGの全競走は勿論、各地の競艇場で行われるGI競走と、住之江と桐生を中心に蒲郡競艇場・若松競艇場、2009年から実施された丸亀競艇場で行われているナイター競走等に至るまで、1日につき最大4競艇場（計48競走）の舟券発売が行われていた。現在は1日最大6競艇場まで発売している。
2011年5月より桐生の全レースがナイターとなったため、桐生のレースも住之江と尼崎のそれと同様に全レース発売となった（完全ナイター実施前は発売していないレースがあった）。
2016年度の売り上げは286億円余であり、全国のボートピア等場外舟券売場では最多、競艇場を含めても平和島競艇場、福岡競艇場に次ぐ3位となっている。

## 発売時間
発売開始時刻は、ナイター競走のみ発売の場合は14時、昼間開催の競走を発売する場合は10時となる。

## フロア構成
施設は地上10階、地下2階建てで、ファンが立ち入り可能なフロアの構成は、以下の通りである。なお、括弧内は昼夜通し料金である。
- 1階 : インフォメーション /JLCグッズ販売コーナー /うめぼー広場（イベントスペース） /カフェ「Win」
- 2～5階 : 一般投票フロア
- 6階 : B有料フロア（1000円）
- 7階 : A有料フロア（2000円） /グループシート（7000円） /少人数グループシート(4000円)
- 8階 : 在席投票フロア（2500円）
- 9階 : ロイヤルシート（3000円） / ペアシート（5000円）

6階のB有料フロアはワンドリンク、7階以上の有料フロアではフリードリンクと専門紙1部がそれぞれサービスとして提供される。また、8階の在籍投票フロアは当日会員制であるため事前の申し込み等は不要である。B有料フロアのみ1階のインフォメーションで、その他の有料フロアは各階で直接チケットを購入する。
昼間開催競走とナイター競走を併売している日は、昼間開催競艇場分の競走終了後（17時から）、空席が発生した場合に限り、半額の料金で再発売が行われる。このうち6階（B有料フロア）及び9階（ロイヤルシート / ペアシート）については2007年5月7日より、7階(A有料フロア)及び8階(在席投票フロア)についても2007年7月5日より再発売が行われるようになった。また、再発売が始まる17時までに退席すると「有料席 無料招待補助券」を貰うことができ、貯まった枚数に応じて各有料フロアに無料招待される。
また、住之江競艇場の有料席の前売り販売も行っている。（昼開催時は13:00～第10レース終了時。ナイター開催のみの場合は17:00～第10レース終了時。）
一般投票フロアには喫煙ブースを除き座席がない。曜日・時間帯を問わず混雑しているので、客収容のために設置する余裕がない。このため場内の構成は他所のボートピアより、JRAの場外勝馬投票券発売所（ウインズ）に近い。
4階には売店があり、軽食・飲料のほか、「競艇ニュース」の予想紙が販売されている。なお、スポーツ新聞の販売は行われていない。
アルコール飲料は販売がない上に、缶やペットボトルも含めて持ち込みも禁止されている（館内に持ち込み禁止の案内が掲示されている）。
2012年2月21日に一部増床工事が竣工した。同時に1階に「うめぼー広場」が設けられた。その一角にJLCが企画したボートレースグッズの売場が設けられ、それまでボートピア梅田で販売していなかったJLCの各種グッズやBOATBoyの発売が開始されたほか、「うめぼー広場」では選手を招いたイベントが行われる。

## その他
- マスコットキャラクターは「うめぼー」と「うめぴー」。住之江競艇場で行われる開設記念競走ではそれにちなんで「うめぼードリーム」が行われている。
- 場内での案内業務などは、住之江競艇場と同じく株式会社ヤマトの「アクアコンシェルジュ」が担当している。
- 梅田のオープンの1ヵ月後の2007年4月12日には梅田より約30km程度しか離れていない京都府八幡市にもボートピア京都やわたがオープンし、近畿地方に梅田を含めて2つのボートピアが新設された。
- また、開場時間中は、周辺道路の混雑緩和のために警備員が配置されている。

## アクセス
- 阪急大阪梅田駅中央改札を出てHEP NAVIOから都島通（天神橋六丁目方面）へ出て徒歩4分
- JR大阪駅・阪神大阪梅田駅・Osaka Metro御堂筋線梅田駅・谷町線東梅田駅からホワイティうめだM10番出口を経て徒歩2分(梅田センタービル方面に北上する)
- Osaka Metro谷町線中崎町駅4番出口から都島通を梅田方面へ出て徒歩3分